# Famille Macintosh Classic

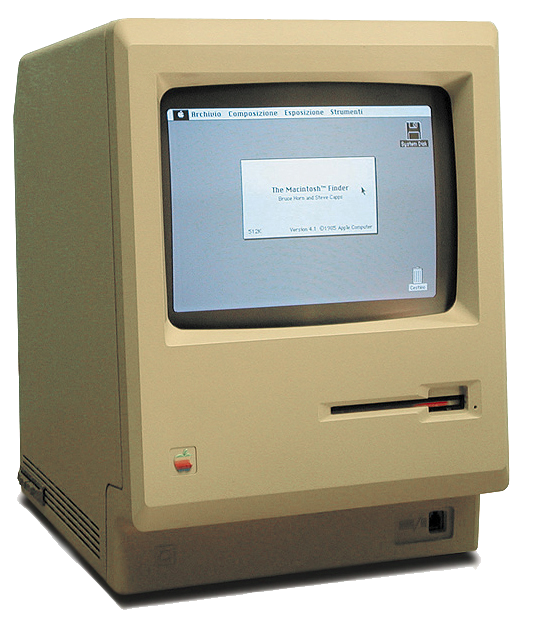
Un Macintosh classic.

La famille Macintosh Classic correspond aux premiers modèles de Macintosh, sortis entre 1984 et début 1989, caractérisés par leur format monobloc (à écran intégré, 9" noir et blanc pour la plupart). Les modèles Classic, Classic II, Color Classic et Color Classic II furent commercialisés plus tard (à partir de fin 1990) mais reprenaient le même boîtier que les premiers Macintosh (légèrement restylés et dotés d'un écran couleur pour les Classic Color) et étaient vendus moins cher.